# Freedom Suite
Albums de Sonny Rollins
Saxophone Colossus
(1956)
Freedom Suite est un album de Sonny Rollins, enregistré en février 1958, pour le label Riverside.

## Musiciens
Les titres sont enregistrés en trio, sans piano. Les musiciens sont Sonny Rollins (saxophone ténor), Oscar Pettiford (contrebasse) et Max Roach (batterie).

## Titres
1. The Freedom Suite
2. Someday I'll Find You
3. Will You Still Be Mine?
4. Till There Was You
5. Shadow Walts

## Technique
Ingénieur du son : Sam Morse.
Lieu : Wor Recording Studios, New York, février, 1958.

## Discographie
Riverside, RLP-258, 1958.

## Sources
Liner notes de Freedom Suite, Orrin Keepnews.